# Блит, Энн
Энн Блит (англ. Ann Blyth, род. 16 августа 1928[…], Маунт-Киско, Нью-Йорк, США) — американская актриса, певица и номинантка на премию «Оскар» в 1945 году.

## Биография

### Ранние годы
Энн Мэри Блит родилась 16 августа 1928 года в деревне Маунт-Киско (англ.) в штате Нью-Йорк. Училась в школе Святого Патрика в Манхэттене. Её родители развелись вскоре после её рождения и Энн воспитывалась матерью в католических традициях.

### Актёрская карьера
Её актёрская карьера началась на Бродвее, где она с 1941 по 1942 год участвовала в постановке «Дозор на Рейне». Вскоре она подписала контракт с Universal Studios и в 1944 году дебютировала в кино. Её первые роли были в музыкальных фильмах, где она играла молодых девиц. В 1945 году в фильме компании Warner Bros. «Милдред Пирс» Энн Блит исполнила роль Веды Пирс, неблагодарной дочери персонажа Джоан Кроуфорд. Эта драматическая роль получила хорошие отзывы критиков и принесла актрисе номинацию на «Оскар» за лучшую женскую роль второго плана.
В дальнейшем Энн Блит снялась в таких фильмах, как «Грубая сила» (1947), «Женская месть» (1948), «Мистер Пибоди и русалка» (1948), «Великий Карузо» (1951) и некоторых других.
В 1949 году персонаж Энн Блит появился в комиксах о Супермене в рассказе «Супермен и Русалка», как бы намёк на одну из ролей актрисы.
В 1954 году на церемонии вручения премии «Оскар» Энн Блит исполнила песню Дорис Дэй Secret Love из музыкального фильма «Джейн-катастрофа» (1953).
В кино она последний раз появилась в 1957 году в фильме «История Бастера Китона», где исполнила роль Глории Брент. Начиная с 1960-х годов актриса работала лишь в музыкальных театрах и на телевидении. У неё были роли в сериалах «Сумеречная зона», «Правосудие Берка», а также в «Она написала убийство», где в 1985 году она сыграла свою последнюю роль.
За свой вклад в кино Энн Блит удостоена звезды на Голливудской аллее славы.

### Общественная позиция
В декабре 1952 года в журнале «Кино и телевидение» (англ. Motion Picture and Television Magazine) Блит заявила в своем интервью, что является сторонницей республиканской партии, поэтому за месяц до президентских выборов 1952 года поддержала Дуайта Эйзенхауэра.
В 1973 году Энн Блит и ее муж Джеймс Макналти, исповедовавшие католицизм, были удостоены почётного «ордена Святого Гроба Господнего Иерусалимского» на церемонии, которую провел Теренс Кардинал Кук.

## Личная жизнь
В 1953 году актриса вышла замуж за Джеймса Макналти. Подружками невесты были актрисы Джоан Лесли, Джейн Уитерс и Бетти Линн. После замужества ей пришлось приостановить свою карьеру, чтобы сосредоточиться на воспитании пятерых детей: Тимоти Патрика (родился 10 июня 1954 года), Морин Энн (родилась 14 декабря 1955 года), Кэтлин Мэри (родилась 23 декабря 1957 года), Теренса Грэйди (родился 9 декабря 1960 года) и Эйлин Аланы (родилась 10 апреля 1963 года). Пара прожила вместе до смерти Макналти в 2007 году.

## Фильмография
| Год       |    | Русское название           | Оригинальное название             | Роль                            |
| --------- | -- | -------------------------- | --------------------------------- | ------------------------------- |
| 1944      | ф  | —                          | Chip Off the Old Block            | Глори Марлоу III                |
| 1944      | ф  | Мэрри Монаханс             | The Merry Monahans                | Шейла Деройс                    |
| 1944      | ф  | —                          | Babes on Swing Street             | Кэрол Кертис                    |
| 1944      | ф  | —                          | Bowery to Broadway                | Бесси Джо Керби                 |
| 1945      | ф  | Милдред Пирс               | Mildred Pierce                    | Веда Пирс                       |
| 1946      | ф  | —                          | Swell Guy                         | Мэриан Тайлер                   |
| 1947      | ф  | Грубая сила                | Brute Force                       | Рут                             |
| 1947      | ф  | Убийца Маккой              | Killer McCoy                      | Шейла Каррсон                   |
| 1948      | ф  | Женская месть              | A Woman’s Vengeance               | Дорис Мид                       |
| 1948      | ф  | За лесами                  | Another Part of the Forest        | Реджина Хаббард                 |
| 1948      | ф  | Мистер Пибоди и русалка    | Mr. Peabody and the Mermaid       | русалка Ленор                   |
| 1949      | ф  | Красный каньон             | Red Canyon                        | Люси Бостел                     |
| 1949      | ф  | Полдень                    | Top o’ the Morning                | Конн Макнотон                   |
| 1949      | ф  | Ещё раз, моя дорогая       | Once More, My Darling             | Марита Коннелл                  |
| 1949      | ф  | —                          | Free for All                      | Алва Эбботт                     |
| 1950      | ф  | Очень личное               | Our Very Own                      | Гейл Маколей                    |
| 1950      | ф  | —                          | Katie Did It                      | Кэтрин Стендиш                  |
| 1951      | ф  | Великий Карузо             | The Great Caruso                  | Дороти Бенджамин                |
| 1951      | ф  | Гром на холме              | Thunder on the Hill               | Валери Карнс                    |
| 1951      | ф  | Дом на площади             | The House in the Square           | Хелен Петигрю / Марта Форсайт   |
| 1951      | ф  | Золотая Орда               | The Golden Horde                  | принцесса Шалимар               |
| 1952      | с  | —                          | Family Theatre                    | н/д                             |
| 1952      | ф  | Весь мир в его объятиях    | The World in His Arms             | княгиня Марина Селанова         |
| 1952      | ф  | Салли и Святая Анна        | Sally and Saint Anne              | Салли О’Мойн                    |
| 1952      | ф  | Минута до нуля             | One Minute to Zero                | миссис Линда Дейн               |
| 1953      | ф  | Все братья были храбрецами | All the Brothers Were Valiant     | Присцилла Холт                  |
| 1954      | с  | Люкс-видео театр           | Lux Video Theatre                 | н/д                             |
| 1954      | ф  | Роуз Мари                  | Rose Marie                        | Роуз Мари Леметр                |
| 1954      | ф  | Принц-студент              | The Student Prince                | Кэти Рудер                      |
| 1955      | ф  | Король и вор               | The King’s Thief                  | леди Мэри                       |
| 1955      | ф  | Кисмет                     | Kismet                            | Марсина                         |
| 1957      | ф  | Клевета                    | Slander                           | Конни Мартин                    |
| 1957      | ф  | История Бастера Китона     | The Buster Keaton Story           | Глория Брент                    |
| 1957      | ф  | История Хелен Морган       | The Helen Morgan Story            | Хелен Морган                    |
| 1958—1963 | с  | —                          | The Christophers                  | н/д                             |
| 1959      | с  | —                          | The DuPont Show with June Allyson | Марта                           |
| 1959—1963 | с  | Караван повозок            | Wagon Train                       | разные персонажи                |
| 1960      | тф | —                          | The Citadel                       | Кристин Барлоу                  |
| 1962      | с  | Шоу Дика Пауэлла           | The Dick Powell Show              | Лиззи Хоган                     |
| 1963      | с  | Святые и грешники          | Saints and Sinners                | Эдит Берлитз                    |
| 1964      | с  | Сумеречная зона            | The Twilight Zone                 | Памела Моррис / Констанс Тейлор |
| 1964—1965 | с  | Правосудие Берка           | Burke’s Law                       | Валери / Дейдра Демара          |
| 1965      | с  | Театр создателей саспенса  | Kraft Suspense Theatre            | леди Мей                        |
| 1967      | с  | —                          | Insight                           | н/д                             |
| 1969      | с  | Суть дела                  | The Name of the Game              | Кей Мартин                      |
| 1975      | с  | —                          | Switch                            | Мириам Эстабрук                 |
| 1979—1983 | с  | Медэксперт Куинси          | Quincy M.E.                       | Дороти Блейк / Велма Уайтхед    |
| 1985      | с  | Она написала убийство      | Murder, She Wrote                 | Франческа Лодж                  |